# GP Denain 2017
De 59e editie van de wielerwedstrijd GP Denain werd gehouden op 13 april 2017. De start en finish vonden plaats in Denain. De wedstrijd maakte deel uit van de UCI Europe Tour 2017, in de categorie 1.HC.

## Uitslag
| GP Denain 2017 (196,4 km) |                    |                              |          |
| Plaats                    | Naam               | Ploeg                        | tijd     |
| Winnaar                   | Arnaud Démare      | Groupama-FDJ                 | 4u30'01" |
| 2                         | Nacer Bouhanni     | Cofidis                      | z.t.     |
| 3                         | Sebastián Molano   | Manzana Postobón             | z.t.     |
| 4                         | Boris Vallée       | Fortuneo-Vital Concept       | z.t.     |
| 5                         | Roy Jans           | WB-Veranclassic-Aqua Protect | z.t.     |
| 6                         | Jérémy Lecroq      | Roubaix Lille Métropole      | z.t.     |
| 7                         | Coen Vermeltfoort  | Roompot-Nederlandse Loterij  | z.t.     |
| 8                         | Damien Touzé       | HP BTP-Auber 93              | z.t.     |
| 9                         | Bert Van Lerberghe | Sport Vlaanderen-Baloise     | z.t.     |
| 10                        | Benjamin Giraud    | Delko-Marseille Provence-KTM | z.t.     |

1959 · 1960 · 1961 · 1962 · 1963 · 1964 · 1965 · 1966 · 1967 · 1968 · 1969 · 1970 · 1971 · 1972 · 1973 · 1974 · 1975 · 1976 · 1977 · 1978 · 1979 · 1980 · 1981 · 1982 · 1983 · 1984 · 1985 · 1986 · 1987 · 1988 · 1989 · 1990 · 1991 · 1992 · 1993 · 1994 · 1995 · 1996 · 1997 · 1998 · 1999 · 2000 · 2001 · 2002 · 2003 · 2004 · 2005 · 2006 · 2007 · 2008 · 2009 · 2010 · 2011 · 2012 · 2013 · 2014 · 2015 · 2016 · 2017 · 2018 · 2019 · 2020 · 2021 · 2022 · 2023 · 2024 · 2025